# Wydrzyk brunatny
Wydrzyk brunatny (Stercorarius antarcticus) – gatunek dużego ptaka z rodziny wydrzyków (Stercorariidae). Zamieszkuje wody półkuli południowej. Nie jest zagrożony wyginięciem.

## Taksonomia
Po raz pierwszy gatunek opisał René Lesson w 1831 na podstawie holotypu z Falklandów. Nadał nowemu gatunkowi nazwę Lestris antarcticus. Obecnie (2021) Międzynarodowy Komitet Ornitologiczny (IOC) umieszcza wydrzyka brunatnego w rodzaju Stercorarius. Wyróżnia 3 podgatunki. S. antarcticus bywał uznawany za jeden gatunek wraz z wydrzykiem wielkim (S. skua), jednak badania mtDNA, upierzenie i wymiary wskazują na odrębność tych dwóch taksonów. Podgatunek S. a. lonnbergi bywał podnoszony do rangi gatunku. Proponowane podgatunki S. a. clarkei i S. a. intercedens zsynonimizowano z S. a. lonnbergi.

## Podgatunki i zasięg występowania
IOC wyróżnia następujące podgatunki:
- S. a. antarcticus (Lesson, 1831) – wydrzyk brunatny[6] – Falklandy i południowo-wschodnia Argentyna; zimuje u południowo-wschodnich wybrzeży Ameryki Południowej[2]
- S. a. lonnbergi (Mathews, 1912) – wydrzyk subantarktyczny[6] – Tristan da Cunha i Gough; zimują w okolicy miejsc gniazdowania[2]
- S. a. hamiltoni (Hagen, 1952) – wydrzyk atlantycki[6] – Półwysep Antarktyczny i subantarktyczne wyspy Atlantyku, Pacyfiku i Oceanu Indyjskiego; niektóre osobniki zimują w pobliżu miejsc gniazdowania, wiele innych w szerokim pasie oceanów półkuli południowej[2]

## Morfologia
Długość ciała wynosi 52–64 cm, rozpiętość skrzydeł 126–160 cm, masa ciała 1200–2100 g. Upierzenie w większości brązowe, niektóre z piór mają jednak białe zakończenia. Pod koniec sezonu lęgowego, wraz z postępującym niszczeniem piór, białe końcówki zyskuje coraz więcej piór. Dziób szaroczarny, tęczówka jasnobrązowa, nogi ciemnoszare. Wymiary szczegółowe dla S. a. lonnbergi: długość skrzydła u samców 405−427 mm, u samic 389–450 mm; długość ogona u samców 152–172 mm, u samic 155–165 mm; długość górnej krawędzi dzioba u samców 46–52 mm, u samic 47–56 mm; długość skoku u samców 57–77 mm, u samic 67–78 mm.

## Ekologia i zachowanie

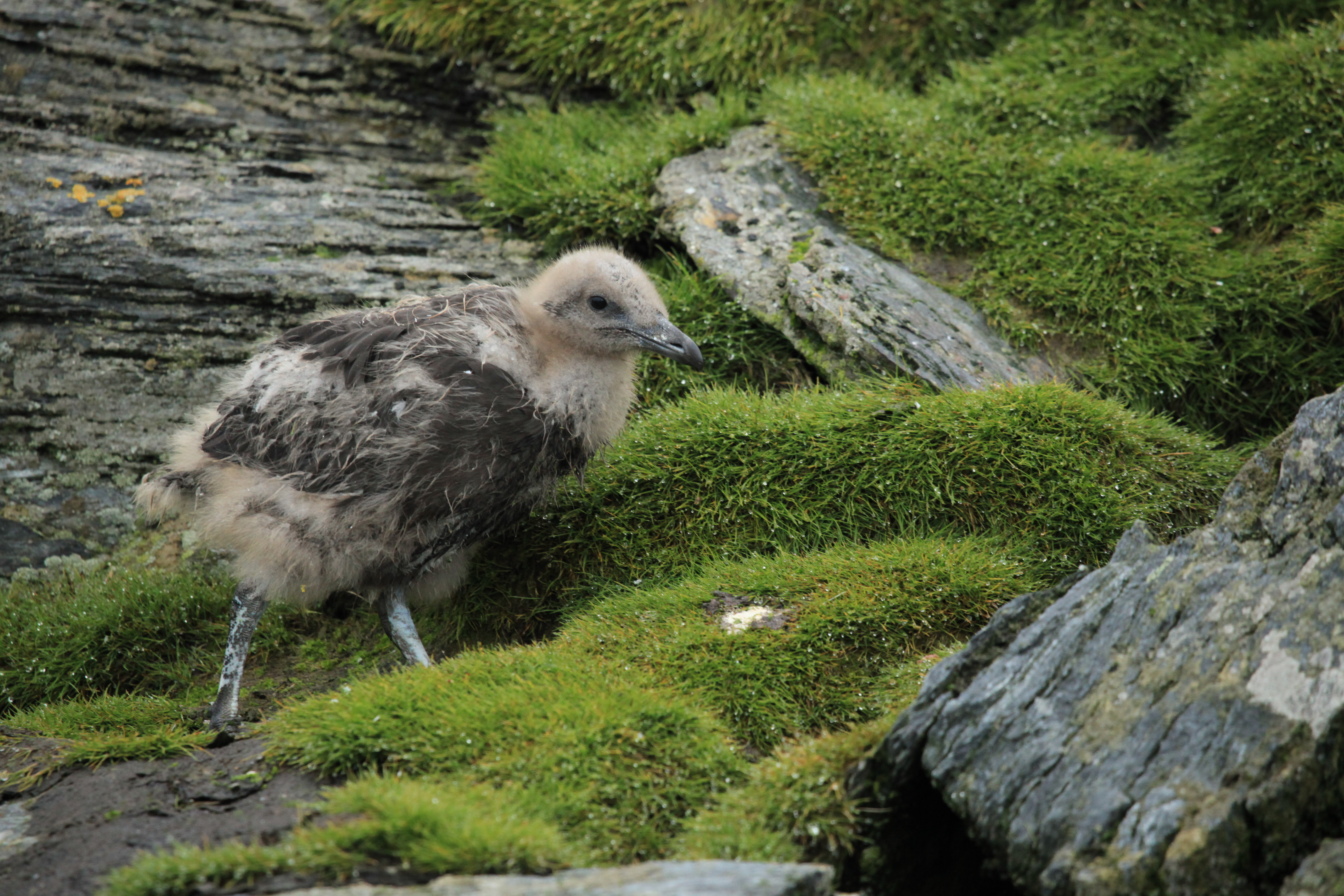
Pisklę wydrzyka brunatnego

Typowo dla ptaków pelagicznych, wydrzyki brunatne po zakończeniu lęgów opuszczają stały ląd, wracając na niego ponownie dopiero w celu rozrodu. Swoje gniazda budują w miejscach pozbawionych śniegu. Żywią się jajami i pisklętami pingwinów, petrelkami, petrelami, nawałnikami i burzykami, rybami i innymi zwierzętami wodnymi oraz odpadkami. Odbierają także zwrócony pokarm innym ptakom. 

### Lęgi
Okres lęgowy trwa od października do grudnia. Gnieżdżą się w luźnych koloniach; największe odnotowane zagęszczenie wyniosło 132 pary na km². Gniazda budują z porostów, traw i mchów. Składają 1 lub 2 jaja pokryte brązowymi, zielonymi i czarnymi plamami. Inkubacja trwa 28–32 dni. Pisklęta mają jednolity kolorystycznie puch barwy od szarej po brązową. Opuszczają gniazdo po kilku dniach. Są w pełni opierzone po około 50 dniach życia. Osiągają dojrzałość płciową po przynajmniej 5 (zazwyczaj 8) latach życia.

## Status
IUCN uznaje wydrzyka brunatnego za gatunek najmniejszej troski (LC, Least Concern). W 1996 roku liczebność światowej populacji szacowano na około 26–28 tysięcy dorosłych osobników. Trend liczebności populacji uznawany jest za spadkowy.